# Lasserpe
Gilles Lafitte, dit Lasserpe, né le 1er janvier 1966 à Mont-de-Marsan, est un dessinateur de presse et de bande dessinée français.

## Biographie
Gilles Lafitte naît le 1er janvier 1966 à Mont-de-Marsan, dans les Landes.
Après des études à l'école du château La Tour Blanche, il est maître de chai, avant de commencer à dessiner dans des fanzines puis au Monde libertaire. Ce journal s’est fait d'ailleurs attaquer en justice par le président du Front national, Jean-Marie Le Pen, pour avoir publié en 1996 un de ses dessins, mais le directeur du périodique a été relaxé par le tribunal correctionnel de Paris. Il travaille également pour le journal Barre à mine, Le journal de Nature et progrès, Politis, L’Humanité, La Dépêche du Midi et L'Enseignant. Il collabore ensuite à Marianne, Fluide glacial, Siné Mensuel, L'Écho des savanes, Psikopat, l'Équipe, S!lence et Sud Ouest, Le Courrier de la Guadeloupe, Fakir, Le Groupe Territorial, La Ligue de l'Enseignement, Biocoop.
Il se voit attribuer en 2014 le Prix « Varenne Hérault Trait Libre » du dessin de presse pour un dessin intitulé « Les féministes réclament plus de femmes au Panthéon », publié dans Siné Mensuel,.

## Œuvres
- Cuvette huilée, 1994-1997, en collaboration
- Criade, 1998-2003
- La Légende d'Ed Kurs, 2000
- C'est la der, 2001
- Quelles journées ! : petit florilège de journées thématiques, 2009
- Gardons le moral, 2010 (BNF 42154875)
- Toi plus moi... (plus eux), 2014

## Prix
- Prix Presse-Citron 2009[8]
- Prix Varenne-L’Hérault-Trait-Libre 2014[6],[7]